# Justin Louis
Justin Louis Ferreira es un actor canadiense nacido en Portugal. 

## Biografía
Nació el 20 de febrero de 1967 en Isla Terceira, Azores, Portugal, su familia pronto se traslada hacia Canadá. 

## Carrera
La primera aparición de Louis en una serie de televisión canadiense fue en Durham County, otras apariciones han sido en 1-800-Missing, The Outer Limits, Star Trek: Voyager, The Pretender y Shooter (en 2007).
Actuó como el padre de las hermanas en la película "Chestnut". 
En 2003 apareció como invitado en la exitosa serie norteamericana 24 donde interpretó a Danny Dessler, el hermano de la agente especial Michelle Dessler (Reiko Aylesworth).
En 2004 dio vida a Luis	en la película Dawn of the Dead.
En 2007 se unió al reparto de la película de terror Saw IV donde interpretó al abogado Art Blanc.
En 2009 se unió al elenco de la serie estadounidense-canadiense Stargate Universe donde dio vida al coronel Everett Young hasta 2011.
En 2012 dio vida a Felipe en el episodio "Music of the Spheres" de la serie Touch.
En 2013 apareció como invitado en la serie Breaking Bad en el papel de Declan. 
Ese mismo año se unió al elenco principal de la serie Motive donde dio vida al detective Oscar Vega, hasta el final de la serie en 2016.

## Filmografía

### Series de Televisión
| Año             | Título                         | Personaje            | Notas                           |
| --------------- | ------------------------------ | -------------------- | ------------------------------- |
| 2017 - presente | S.W.A.T.                       | Buck                 | -                               |
| 2017            | Real Detective                 | Det. John Conaty     | episodio "Blood Brothers"       |
| 2017            | Taken                          | Carlos Mejia         | episodio "Pilot"                |
| 2016            | Aftermath                      | Bob "Moondog" Black  | 11 episodios                    |
| 2015 - 2016     | This Life                      | David K. Crowley     | 10 episodios                    |
| 2013 - 2016     | Motive                         | Det. Oscar Vega      | 52 episodios                    |
| 2015            | The Romeo Section              | Fred Foy             | 6 episodios                     |
| 2013            | Breaking Bad                   | Declan               | 3 episodios                     |
| 2012 - 2013     | Rookie Blue                    | Jacob Blackstone     | 2 episodios                     |
| 2012            | Touch                          | Felipe               | episodio "Music of the Spheres" |
| 2012            | NCIS                           | Det. Nick Burris     | episodio "A Desperate Man"      |
| 2009 - 2011     | SGU Stargate Universe          | Col. Everett Young   | 40 episodios                    |
| 2009            | Criminal Minds                 | Roy Colson           | episodio "Omnivore"             |
| 2008            | The Andromeda Strain           | Col. James C. Ferrus | 4 episodios - 'miniserie        |
| 2003 - 2006     | Missing                        | AD. John Pollock     | 37 episodios                    |
| 2005            | CSI: Crime Scene Investigation | Ken Wellstone        | episodio "Nesting Dolls"        |
| 2003            | 24                             | Danny Dessler        | 2 episodios                     |
| 2002 - 2003     | Hidden Hills                   | Doug Barber          | 17 episodios                    |
| 2002            | Mutant X                       | Henry Voight         | episodio "Nothing to Fear"      |
| 2001            | The Fighting Fitzgeralds       | Jim                  | 10 episodios                    |
| 1996            | Public Morals                  | Det. Mickey Crawford | 13 episodios                    |
| 1991 - 1992     | Urban Angel                    | Victor Torres        | 15 episodios                    |

### Películas
| Año  | Título           | Personaje      | Notas |
| ---- | ---------------- | -------------- | --- |
| 2007 | El tirador       | Howard purnell | Junto a |
| 2007 | Saw IV           | Art Blank      | Junto a Tobin Bell, Costas Mandylor, Scott Patterson, Betsy Russell, Lyriq Bent, Athena Karkanis y Devon Bostick                 |
| 2004 | Dawn of the Dead | Luis           | Junto a Sarah Polley, Kenneth Hall, Ving Rhames, Jake Weber, Kevin Zegers, Lindy Booth, Mekhi Phifer, Ty Burrell y Michael Kelly |
| 2004 | Chestnut         | Matt Tomley    | Junto a Mackenzie Vega, Abigail Breslin, Barry Bostwick y Christine Tucci                                                        |

### Videojuegos
| Año  | Título        | Notas                   |
| ---- | ------------- | ----------------------- |
| 2016 | Dead Rising 4 | prestó su voz para PMCs |